# 济尔卡 (基辅州)
51°12′52″N 29°25′57″E / 51.21444°N 29.43250°E
濟爾卡（烏克蘭語：Зірка）是位於烏克蘭北部的村莊，由基辅州维什霍罗德区的克拉斯亞蒂奇市鎮負責管轄。該村始建於1898年，面積2平方公里，海拔高度131米，2001年人口99，人口密度每平方公里49.5人。